# Burton Lane
Burton Lane, geboren als Burton Levy (New York, 2 februari 1912 – aldaar, 5 januari 1979), was een Amerikaanse muzikant, componist en songwriter van het Great American Songbook. Hij werkte samen met E.Y. Harburg, Frank Loesser en Alan Jay Lerner en schreef de jazzstandards Old Devil Moon, How About You? en I Hear Music.

## Biografie
Burton Lane had pianolessen op 3-jarige leeftijd. Als tiener toonde hij talent voor het componeren en schreef al op 14-jarige leeftijd liedjes voor een Broadway-revue van Jacob J. Shubert. De vader van Burton Lane geloofde in zijn talent en kreeg het in zijn hoofd dat George Gershwin hem zou horen. Hij hoorde dat Gershwin in een hotel in Atlantic City was en daar een kamer had geboekt. Hij liet Burton zijn composities spelen in de lobby van het hotel en hoopte dat Gershwin zou komen en het talent van de jongeman zou ontdekken. De berekening werkte en Gershwin werd de mentor van Lane. Op 15-jarige leeftijd kreeg hij een baan bij Remick Publishing Company via bemiddeling van Gershwin. Daar ontmoette hij songwriter Howard Dietz, die werkte aan de revue There's a Crowd (1930). Bij de première bevatte deze twee nummers van Dietz en Lane, Out in the Open Air en Forget All Your Books.
Hij werkte vervolgens met songwriter Harold Adamson voor de revue Earl Carrolls Vanities (1931). Dit leverde het team een uitnodiging op om te werken in Hollywood's opkomende musicalfilmproductie, eerst bij MGM Records in 1933 voor de muziekfilm Dancing Lady. Hieruit komt het klassieke nummer Everything I Have is Yours, het eerste hitnummer van Burton Lane. Hij verbleef de komende zeven jaar in Hollywood en werkte voor de filmmuziek. In 1940 keerde hij terug naar Broadway en schreef hij het script voor de show Hold On to Your Hats, waarin Al Jolson en Martha Raye de hoofdrollen speelden. Daarvandaan kwam het nummer There's A Grat Day Coming Manana, gecomponeerd met E.Y. Harburg. Terug in Hollywood bleef Lane songs schrijven met Harburg, meestal titelmelodieën voor niet-muziekfilms. Met Harburg schreef hij zijn volgende revue-succes Finian's Rainbow in 1947. Dit resulteerde ook in populaire liedjes zoals How Are Things in Glocca Morra?, If This Isn't Love, Look to the Rainbow en de latere jazzstandard Old Devil Moon, geïnterpreteerd door Miles Davis en vele andere muzikanten.
Vanaf 1951 begon Lane's samenwerking met de songwriter Alan Jay Lerner. Ze schreven voor de MGM musical Royal Wedding, waarin Fred Astaire de hoofdrol speelde. Achttien jaar na Finian's Rainbow schreef Lane uiteindelijk weer voor Broadway. Met de teksten van Alan Jay Lerner is de musical On a Clear Day You Can See Forever (1965) gecreëerd. Haar laatste gezamenlijke productie was Carmelita in 1979, waarna Lane zich terugtrok uit de muziekbusiness. Soms was Lane ook de president van het Amerikaanse gilde van auteurs en componisten en was hij betrokken bij de strijd tegen muziekpiraterij. Hij was ook drie keer directeur van de ASCAP.

## Ontdekking van Judy Garland
Burton Lane is – na de Songwriters Hall of Fame – de echte ontdekker van de elf jaar oude Frances Ethel Gumm, die wereldberoemd werd als Judy Garland. Hij had een vertoning van haar zussen georganiseerd in het Paramount Theatre in Hollywood. De zussen Susie en Mary Jane brachten vervolgens hun jongere zus Frances mee, die het lied Zing Went the Strings of My Heart zong. Lane belde meteen MGM Music Manager Jack Robbins en vertelde hem over het grote talent dat hij net had ontdekt. De volgende dag hoorde Robbins de stem van het jonge meisje, dat door Lane op de piano werd begeleid. Robbins was verrukt en haalde Louis B. Mayer erbij. Mayer was zo onder de indruk dat hij elke songwriter en producent binnenbracht. Frances (Judy) kreeg haar contract en dit was het begin van haar carrière. Lane werkte pas zeven jaar later weer met Garland (Babes on Broadway).

## Overlijden
Burton Lane overleed in januari 1979 op 66-jarige leeftijd.

## Onderscheidingen
Burton Lane kreeg de Grammy Award 1965 voor het beste Broadway-album van het jaar (On a Clear Day You Can See Forever).

## Discografie

### Werken voor de Broadway en Tony Award nominaties
- 1931: Earl Carroll's Vanities [1931] - (revue) - co-componist en co-songwriter
- 1931: Singin' the Blues - muzikant en co-componist
- 1940: Hold on to Your Hats - musical - componist
- 1944: Laffing Room Only - (revue) - componist en songwriter
- 1947: Finian's Rainbow (heropvoeringen 1955, 1960) - musical - componist
- 1966: On a Clear Day You Can See Forever - musical - componist - Tony Award nominatie Tony Award in de categorie «Beste componist en songwriter»
- 1968: We Bombed in New Haven - theaterstuk - componist van de song Bomb, Bomb, Bombing Along
- 1979: Carmelina - musical - componist - Tony Award nominatie voor «Best Original Score».

## Filmografie
- 1938: Spawn of the North
- 1951: Royal Wedding
- 1953: Give a Girl a Break
- 1954: Jupiter's Darling
- 1959: The Adventures of Huckleberry Finn
- 1968: Finian's Rainbow
- 1970: On a Clear Day You Can See Forever